# Benignität
Benignität (lateinisch benignitas ‚Güte‘, ‚Milde‘) bedeutet allgemein „Gutartigkeit“.

In der Medizin wird der Begriff verwendet, um die Gutartigkeit einer Krankheit oder eines Krankheitsverlaufes (z. B. bei Tumoren oder epileptischen Anfällen) zu kennzeichnen. Das Gegenteil ist Malignität, die Bösartigkeit. Der Oberbegriff ist Dignität.